# KTM LC2
La KTM LC2 è una motocicletta prodotta nella sola cilindrata da 125 cm³ per il fuoristrada, ma non per uso agonistico, della casa KTM.
Questo modello anche se apparentemente simile al "EXC" ha un telaio con architettura più classica, un impianto frenante meno esasperato, un serbatoio più capiente (10 litri invece di 8,5), una sella più sagomata per facilitare la seduta, un impianto di scarico più silenziato e una forcella tradizionale.
Inoltre il motore oltre ad avere misure differenti è studiato in modo da avere un comportamento più dolce e lineare, si ha come contro un peso maggiorato di circa 20 kg, il che porta la moto a un peso in ordine di marcia di 120 kg.